# Campyloneurus cultricaudis
Campyloneurus cultricaudis is een insect dat behoort tot de orde vliesvleugeligen (Hymenoptera) en de familie van de schildwespen (Braconidae). De wetenschappelijke naam van de soort werd voor het eerst geldig gepubliceerd door Peter Cameron in 1911. (gespeld als Camploneurus cultricaudis).
H.A. Lorentz verzamelde de soort tijdens de Eerste Zuid-Nieuw-Guinea-expeditie in 1907. De vindplaats is aan de Lorentzrivier in het voormalige Nederlands-Nieuw-Guinea.